# 모스크바 필하모니 교향악단

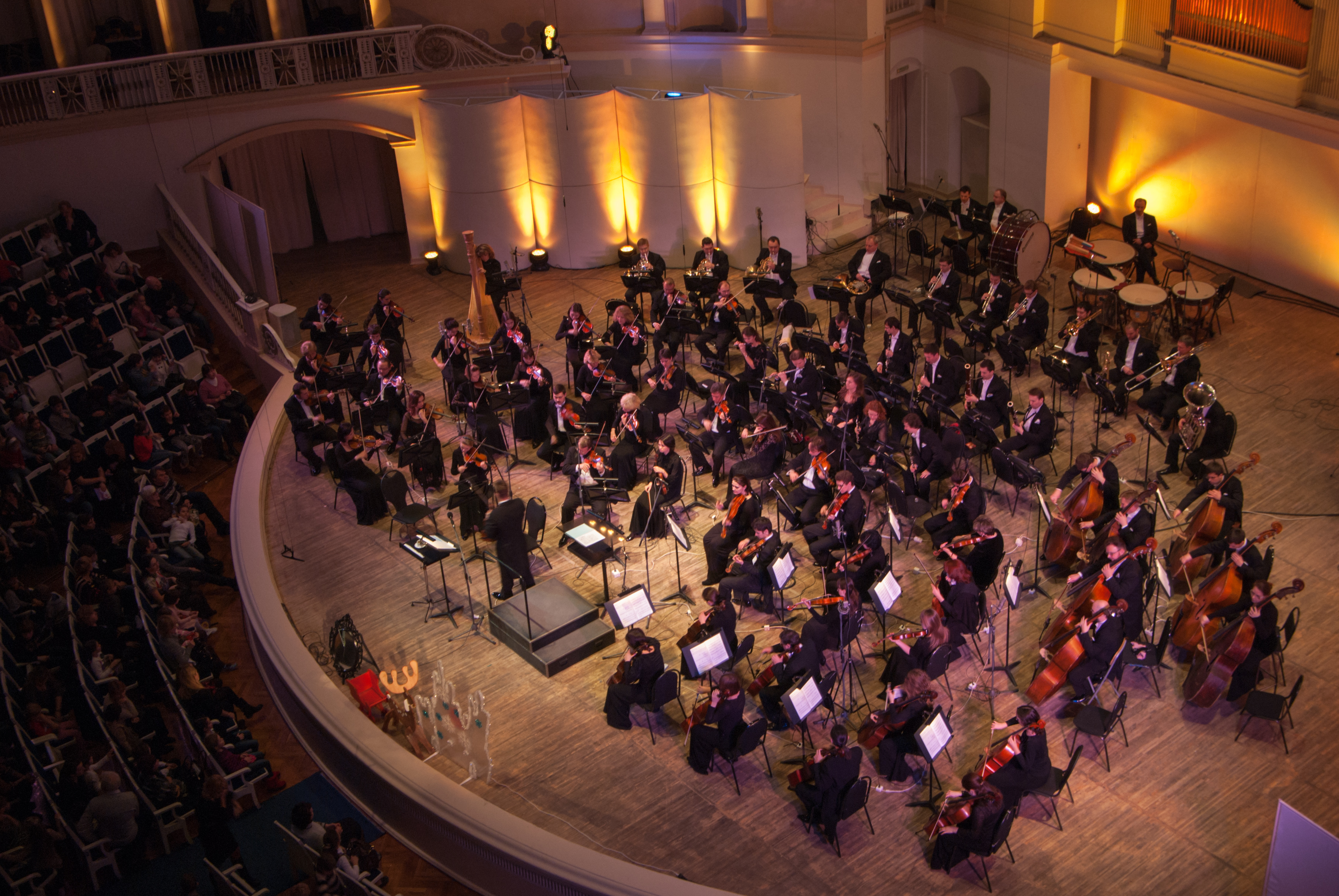

모스크바 필하모니 교향악단(러시아어: Академический симфонический оркестр Московской филармонии, Moscow Philharmonic Orchestra)은 모스크바에 본거지를 둔 러시아의 대표적인 관현악단으로, 정식 명칭은 '모스크바 필하모니 아카데미 교향악단(Academic Symphony Orchestra of Moscow Philharmonic)이다.

## 역사
구 소련의 대표적인 관현악단들 가운데 비교적 늦게 창단되었으며, 1951년에 소련 문화성의 새 관현악단 설립 계획에 의거해 지휘자 사무일 사모수드가 중심이 되어 결성되었다. 창단 당시의 명칭은 현재의 정식 명칭에 '국립' 이 추가로 붙은 '모스크바 국립 필하모니 아카데미 교향악단' 이었으나, 1953년에 현재 명칭으로 개칭되었다. 초대 음악 감독으로도 임명된 사모수드는 볼쇼이 극장에서 활동했던 경험을 살려, 관현악 연주회 외에 오페라의 콘서트 상연도 적극적으로 진행했다.
사모수드 사임 후에는 주로 나탄 라흘린이 객원 지휘 형식으로 출연했고, 1960년에 키릴 콘드라신이 제2대 음악 감독으로 취임했다. 콘드라신은 취임 후 오페라 등 무대 작품의 활동과 다른 관현악단의 객원 활동을 거의 중단하면서 악단 육성에 집중했고, 소련 음악 외에 프랑스나 독일 음악 등 서구 고전 명곡에 이르는 넓은 레퍼토리를 보유하는 관현악단으로 탈바꿈시켰다. 쇼스타코비치의 미발표작이었던 교향곡 제4번과 문제작이었던 교향곡 제13번 '바비 야르' 의 세계 초연도 맡았고, 유럽과 일본 등지에서 순회 공연을 하면서 해외에서도 명성을 얻게 되었다.
콘드라신이 1975년에 사임한 후에는 드미트리 키타옌코가 자리를 이어받았으며, 키타옌코는 1990년까지 자리를 지키면서 1988년과 1989년에 내한 공연을 가지기도 했다. 키타옌코 사임 후에는 바실리 시나이스키가 임명되었으나, 소련 붕괴 후 심각한 경제난이 계속되면서 한때 악단의 존립이 위협받기도 했다. 연주력도 점차 하락세를 보이고 있다는 비판도 있었고, 오랫동안 침체기가 계속되었다.
1996년에 시나이스키의 후임으로 마르크 에름레르가 취임했으나, 에름레르는 1998년까지 단기간의 재임에 그쳤고 이후 볼쇼이 극장의 음악 감독으로 이직했다. 현재 음악 감독은 유리 시모노프가 맡고 있으며, 수석 객원 지휘자로 드미트리 야블론스키가 활동하고 있다.

## 주요 활동
1940년에 건립된 차이콥스키 콘서트 홀을 주요 공연장으로 사용하고 있다. 보통 콘드라신 재임기를 전성기로 보고 있으며, 이 시기에 해외 순회 공연과 국영 음반사인 멜로디야를 중심으로 한 녹음 활동도 활발하게 진행되어 악단의 명성 확립에 결정적으로 기여했다. 특히 쇼스타코비치의 교향곡 전곡 녹음은 세계 최초의 사례로 유명하며, 지금도 여전히 CD로 발매되고 있다. 이외에도 차이콥스키, 하차투리안, 바인베르크, 라벨, 베토벤 등의 관현악 작품들도 다수 녹음되었다.
다비드 오이스트라흐나 블라디미르 아슈케나지, 다닐 샤프란 등 소련의 유명 독주자들과 협연한 녹음들도 많으며, 예당 클래식스 등으로 라이선스 발매되다가 최근에 멜로디야 본사에서 재발매하고 있다. 콘드라신의 후임이었던 키타옌코도 멜로디야에 주로 녹음했으며, 서울음반의 클래식 전문 레이블이었던 '칸타빌레'에는 라흐마니노프의 교향곡 제2번을 취입하기도 했다. 시나이스키도 브람스의 바이올린 협주곡 녹음을 역시 칸타빌레에 취입했다.
그러나 시나이스키 재임 시기부터 악단의 재정난과 함께 연주회 횟수가 급감하면서 녹음량도 현저히 줄어들었고, 몇몇 단원들은 카바레나 클럽 등에서 부업으로 생계를 꾸릴 정도로 열악한 상황에 놓이기도 했다. 그러나 2000년대 들어 낙소스에 다시 녹음을 재개하는 등 점차 회복세를 보이고 있다. 2002년과 2006년에는 시모노프의 지휘로 재차 내한 공연을 가진 바 있다.

## 가짜 모스크바 필하모니 소동
소련 붕괴 후 경제난으로 인해 기존 악단들의 활동이 위축됨과 동시에 수많은 신생 악단이 창단되었으나, 그 대부분이 기존 악단과 엇비슷한 명칭을 사용해 해외 공연 때 종종 혼란이 빚어지고 있다. 모스크바 필도 예외는 아니며, 2000년에 홍콩에서 모스크바 필이라는 이름으로 초청 공연한 악단이 사실 다른 악단임이 밝혀져 소동이 벌어진 바 있다.
대한민국에서도 2003년에 모스크바 필이 전년도에 이어 다시 한국을 방문한다고 해 화제가 되었으나, 이 역시 해당 공연을 주최한 기획사 측의 실수로 판명되어 파문이 일기도 했다. 이때 내한한 악단은 1988년에 창단된 악단이었으며, 정식 명칭은 '모스크바 필하모니 국립 교향악단' 이었다.

## 역대 음악 감독
- 사무일 사모수드 (1951-1957)
- 키릴 콘드라신 (1960-1975)
- 드미트리 키타옌코 (1976-1990)
- 바실리 시나이스키 (1991-1996)
- 마르크 에름레르 (1996-1998)
- 유리 시모노프 (1998-)

## 같이 보기
- 러시아 내셔널 필하모니 관현악단